# Critoniopsis paucartambensis
Critoniopsis paucartambensis là một loài thực vật có hoa trong họ Cúc. Loài này được (M.O.Dillon) H.Rob. mô tả khoa học đầu tiên năm 1993.